# 谷本步實
谷本步實（1981年8月4日—）生于爱知县安城市，是一名日本女子柔道运动员，主攻63公斤级。她曾获得2004年雅典奥运柔道63公斤级冠军，四年后她在2008年北京奥运同一项目上再次夺冠，成功卫冕。